# ترسیویو
ترسیویو (به ایتالیایی: Tresivio) یک کومونه در ایتالیا است که در استان سوندریو واقع شده‌است.

## خصوصیات
ترسیویو ۱۵٫۰ کیلومترمربع مساحت و ۲٬۰۰۰ نفر جمعیت دارد و ۵۲۰ متر بالاتر از سطح دریا واقع شده‌است.